# 光歐白魚
光歐白魚（学名：Alburnus albidus）为輻鰭魚綱鯉形目雅羅魚科的其中一種，被IUCN列為易危保育類動物，分布於歐洲義大利Trigno到Basento流域、克羅埃西亞從Volturno到Alento流域，體長可達11公分，棲息在低地河流，屬肉食性，以昆蟲及無脊椎動物等為食，因棲地破壞及外來種入侵而數量減少。

## 扩展阅读
維基物種上的相關：光歐白魚